# Rosa Allegue
Rosa Allegue Múrcia (Madri, 1970) é uma directora espanhola, directora financeira e de recursos humanos de Skechers USA Iberia, a filial espanhola de Skechers, e escritora. Está no Top 100 mulheres líderes de Espanha. É considerada uma das responsáveis por finanças mais prestigiadas e laureadas de Espanha, contando com diversos galardões como Melhor Directiva de RRHH que outorga Womenalia, o Prémio Nacional Alares à Conciliação da Vida Trabalhista, Familiar e Pessoal na categoria de Directores de Fundação Alares ou o Galardão “Um dos 100 melhores financeiros” da revista Actualidade Económica. Firme comprometida com a diversidade de género, é sócia fundadora e tesoureira da Associação Espanhola de Executivas e Conselheiras EIXO&COM desde sua criação em 2015. É tertuliana e speaker sobre a liderança e o talento, mentora de cargos directivos e empreendedores, e palestrante em forums nacionais e internacionais, em universidades espanholas e americanas.